# Saint-Léon (Allier)
Saint-Léon település Franciaországban, Allier megyében. Lakosainak száma 533 fő (2022. január 1.). Saint-Léon Châtelperron, Liernolles, Montcombroux-les-Mines, Saligny-sur-Roudon, Sorbier és Vaumas községekkel határos.

## Népesség
A település népessége az elmúlt években az alábbi módon változott:
| Lakosok száma | 893  | 773  | 721  | 612  | 622  | 601  | 549  | 543  | 539  | 533  |
|               | 1968 | 1982 | 1990 | 2006 | 2013 | 2015 | 2017 | 2019 | 2020 | 2022 |